# Lucien Theys
Lucien Theys (Overijse, 15 de fevereiro de 1927 - 19 de janeiro de 1966) foi um fundista profissional belga.
Lucien Theys venceu a Corrida Internacional de São Silvestre, em 1950.